# Gymnocalycium fischeri
Gymnocalycium fischeri là một loài thực vật có hoa trong họ Cactaceae. Loài này được Halda & al. mô tả khoa học đầu tiên năm 2002.